# 二中锋
二中锋也叫中前锋（英語：Forward-center），是篮球赛中一个非正式的位置名称，指可以打中鋒和大前鋒兩個位置的球員。由於通常中鋒是隊中最高的球員，大前鋒是次高的球員，所以在英語俗稱大個子（英語：Bigman）。其實部分大前鋒球員有時也會以中鋒的身分在場上。有時也會在禁區和別隊的中鋒對抗。在打小球陣容時，很多時候大前鋒便會被調往中鋒，以提升隊伍速度。例如：勇士時期的Kevin Durant 以及公鹿隊的Giannis Antetokounmpo。